# Dysdera arabiafelix
Dysdera arabiafelix este o specie de păianjeni din genul Dysdera, familia Dysderidae, descrisă de Gasparo și Van Harten în anul 2006. Conform Catalogue of Life specia Dysdera arabiafelix nu are subspecii cunoscute.